# Asahi Shimbun

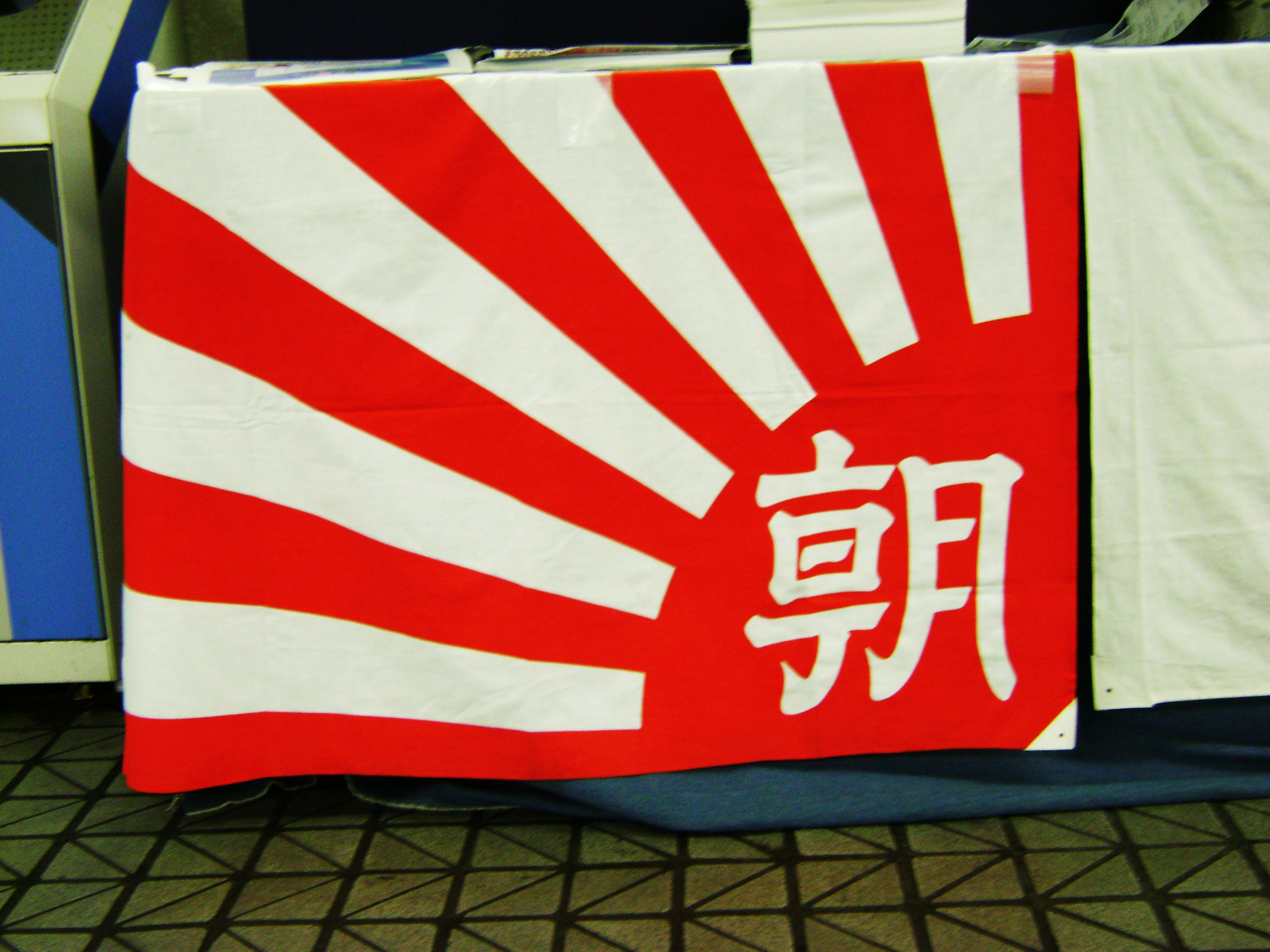
Logo der Asahi Shimbun Company

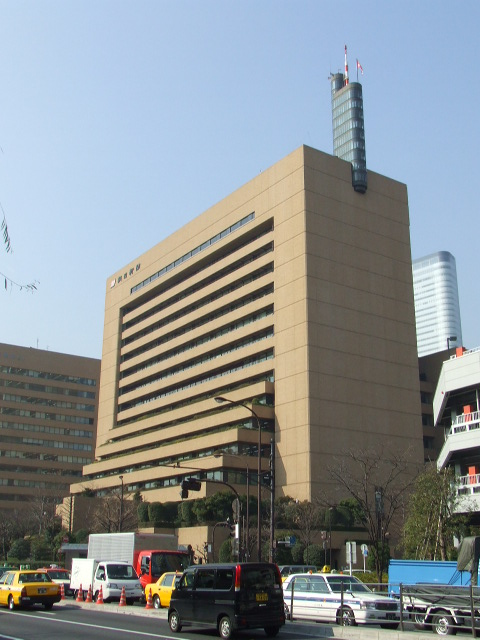
Hauptsitz der Zeitung in Tokio

Asahi Shimbun (japanisch 朝日新聞, dt. Morgensonne-Zeitung) ist mit einer morgendlichen Druckauflage von mehr als 4 Millionen Stück und einer Abendauflage von fast 1,3 Millionen im Jahr 2022 nach Yomiuri Shimbun nicht nur die zweitgrößte Zeitung Japans, sondern auch der Welt.

## Geschichte
Die Zeitung erschien erstmals am 25. Januar 1879. Binnen weniger Jahre wurde aus der anfänglichen Boulevardzeitung ein einflussreiches Medium mit einer für damalige Verhältnisse beeindruckenden Druckauflage von rund 20.000 Exemplaren. Bis 1919 wurde Asahi Shimbun (inzwischen mit einer Regionalausgabe für Tokio) als Familienunternehmen geführt und danach in eine Aktiengesellschaft umgewandelt.
In den 1930er-Jahren erreichte das Blatt eine Millionenauflage. Im Jahr 1936 wurde das Redaktionsgebäude von aufständischen Putschisten besetzt und demoliert, weil die Zeitung die zunehmende Militarisierung der Politik und die militärische Eroberung der Mandschurei kritisiert hatte.
Nach dem Pazifikkrieg entwickelte sich die Zeitung zur auflagenstärksten Zeitung Japans. Diese Stellung behauptete sie bis 1977.
Im März 1954 wurde erstmals eine englischsprachige Ausgabe, die Asahi Evening News, herausgegeben. Sie wurde bis 2001 fortgeführt. Stattdessen erscheint seitdem die in Kooperation mit dem International Herald Tribune hergestellte Herald/Asahi.

## Sonstiges
- Die Zeitung versteht sich als linksliberal. Sie vertritt einen freundschaftlichen Standpunkt zur Volksrepublik China. Dies drückt sich auch in der Herausgabe des Biografienbuches Saishin Shina yōjin den aus.
- Die Zeitung ist Mitveranstalter der Yokohama Triennale.
- Die Zeitung führte die Asahi-Zeichen ein, spezielle Formen der Kanji.

### Tensei Jingo
Tensei Jingo (天声人語; wörtlich: Stimmen des Himmels, Worte der Menschen) ist eine seit 1904 anonym erscheinende berühmte Kolumne in der Morgenausgabe der Asahi Shimbun. In ihr werden aktuelle Nachrichten und Themen diskutiert.
Über den genauen Ursprung der Name gibt es keinen eindeutigen Aussage. Einerseits soll es von einem chinesischen Sprichwort abstammen,  andererseits gibt es auch Erklärungen basierend auf dem lateinischen Vox populi vox dei. Während des Pazifikkrieges wurde der Name zu Shimpūpu (神風賦) geändert. Nach dem Krieg kehrte man allerdings wieder zur ursprünglichen Bezeichnung zurück.